# Władimir Stawrowicz
Władimir Nikołajewicz Stawrowicz, ros. Владимир Николаевич Ставрович (ur. 13 września 1889 w Białymstoku, zm. 16 września 1985 w Maracay) – rosyjski wojskowy (pułkownik), emigracyjny działacz kombatancki, adiutant dowódcy 1 Brygady, szef sztabu 1 Brygady, a następnie szef oddziału adiutanckiego sztabu Rosyjskiego Korpusu Ochronnego podczas II wojny światowej.

## Życiorys
W 1907 ukończył Połocki Korpus Kadetów, zaś w 1909 r. Nikołajewską Szkołę Kawalerii. Służył w stopniu podporucznika w 18 Nieżynskim Pułku Husarów. W 1914 r. ukończył Nikołajewską Akademię Sztabu Generalnego. Brał udział w I wojnie światowej. W 1917 r. ukończył kurs sztabowy w nikołajewskiej akademii wojskowej, awansując do stopnia kapitana. Odkomendrowano go do sztabu generalnego armii rosyjskiej. W 1918 r. został starszym adiutantem sztabu, a następnie szefem sztabu 8 Dywizji Kawalerii. Od początku sierpnia tego roku służył w armii Hetmanatu. W listopadzie w stopniu sotnika przeszedł do głównego zarządu sztabu generalnego armii Hetmanatu. 
Następnie wstąpił do wojsk Białych gen. Antona I. Denikina. Objął w stopniu pułkownika funkcję szefa sztabu 2 Kubańskiej Dywizji Kawalerii. W wojskach gen. Piotra N. Wrangla został zastępcą szefa oddziału operacyjnego sztabu głównodowodzącego. W połowie listopada 1920 r. wraz z pozostałymi ewakuował się z Krymu do Gallipoli. 
Na emigracji zamieszkał w Królestwie SHS. Od 1937 r. należał do Stowarzyszenia Oficerów Sztabu Generalnego. Po zajęciu Jugosławii przez wojska niemieckie w kwietniu 1941 r., wstąpił pod koniec października tego roku do nowo formowanego Rosyjskiego Korpusu Ochronnego. Służył w stopniu kapitana jako adiutant dowódcy, a następnie szef sztabu 1 Brygady. Od końca listopada 1942 r. w stopniu majora był szefem oddziału adiutanckiego sztabu Korpusu. Po zakończeniu wojny wyjechał do Wenezueli. Był członkiem Zjednoczenia Kadetów Rosyjskich Korpusów Kadetów.